# Česká reprezentace v malém fotbale
Česká reprezentace v malém fotbale reprezentuje Česko na mezinárodních fotbalových akcích, jako je mistrovství světa nebo Evropy.
První celkové vítězství na mistrovství světa reprezentace získala již na druhém ročníku v roce 2017. V prosinci téhož roku pak vyhrála anketu Sportovec roku v kategorii kolektivů. První zlatou medaili na mistrovství Evropy v roce 2018. První zlato reprezentanti malé kopané přidali také na Kontinentálním poháru v roce 2019.

## Historie
Start české reprezentace má dva příklady. Tím prvním je triumf hráčů Aegon Pardubice na klubovém šampionátu Betfair World Cup, který se uskutečnil v roce 2010 v anglickém Manchesteru. Čeští zástupci ve finále porazili ukrajinský Kyjev 2:0 a vybojovali tak první medaili pro český malý fotbal. Tím druhým je neoficiální Mistrovství Evropy národnostních menšin, které se taktéž v roce 2010 konalo ve slovenském hlavním městě Bratislava. Českému týmu se na tomto turnaji povedlo porazit Řecko v boji o bronzové medaile 5:1. Společně s Rumunskem, Slovenskem a Řeckem byla česká reprezentace jedním ze zakládajících členů Mistrovství Evropy. Český tým se zatím účastnil všech ročníků Mistrovství Evropy a Mistrovství světa. Česko se účastnilo také premiérového ročníku Evropských her v malém fotbale v roce 2019, kde hrálo celkem 2 turnaje a získalo zlato a stříbro.

## Výsledky

### Mistrovství světa
| Rok  | Místo konání  | Umístění                                        |
| ---- | ------------- | ----------------------------------------------- |
| 2015 | USA           | Vyřazeni ve čtvrtfinále Brazílií                |
| 2017 | Nabeul        | Zlatá medaile                                   |
| 2019 | Perth         | Vyřazeni ve čtvrtfinále Mexikem                 |
| 2023 | Rás al-Chajma | Vyřazeni ve čtvrtfinále Kazachstánem            |
|      | Celkem        | Účast – 4× Zlato – 1×, Stříbro – 0×, Bronz – 0× |

### Mistrovství Evropy
| Rok  | Místo konání | Umístění                                         |
| ---- | ------------ | ------------------------------------------------ |
| 2010 | Slovensko    | Bronzová medaile                                 |
| 2011 | Rumunsko     | Stříbrná medaile                                 |
| 2012 | Moldavsko    | Bronzová medaile                                 |
| 2013 | Řecko        | Vyřazeni ve čtvrtfinále Německem                 |
| 2014 | Černá Hora   | Bronzová medaile                                 |
| 2015 | Chorvatsko   | Prohra v zápase o bronz s Bosnou                 |
| 2016 | Maďarsko     | Bronzová medaile                                 |
| 2017 | Česko        | Stříbrná medaile                                 |
| 2018 | Ukrajina     | Zlatá medaile                                    |
| 2022 | Slovensko    | Vyřazeni ve čtvrtfinále Rumunskem                |
|      | Celkem       | Účast – 10× Zlato – 1×, Stříbro – 2×, Bronz – 4× |

### Kontinentální pohár
| Rok  | Místo konání | Umístění                                        |
| ---- | ------------ | ----------------------------------------------- |
| 2019 | Tunis        | Zlatá medaile                                   |
|      | Celkem       | Účast – 1× Zlato – 1×, Stříbro – 0×, Bronz – 0× |

## Soupiska 2021/2022
Nominace na Mistrovství světa ve Spojených arabských emirátech.
| #  | Pozice | Hráč            |
| -- | ------ | --------------- |
| 6  | O      | František Hakl  |
| 7  | O      | Richard Svoboda |
| 8  | O      | Tomáš Jelínek   |
| 9  | Ú      | Ondřej Paděra   |
| 10 | Ú      | Daniil Doleček  |
| 11 | Z      | Jiří Junek      |
| 12 | Z      | Jan Koudelka    |
| 13 | O      | Jaroslav Kubát  |
| 15 | Z      | Daniel Klíma    |
| 17 | Z      | Ondřej Moučka   |
| 19 | Z      | David Macháček  |
| 20 | B      | Ondřej Bíro     |
| 22 | O      | Daniel Kasal    |
| 25 | Z      | Daniel Žížala   |
| 29 | B      | Ondřej Beran    |
| 45 | Ú      | Denis Laňka     |
| 99 | Ú      | Filip Gedeon    |